# Orphinus infasciatus
Orphinus infasciatus is een keversoort uit de familie spektorren (Dermestidae). De wetenschappelijke naam van de soort werd in 1926 gepubliceerd door Maurice Pic.